# 香港仔
座標: 北緯22度14分52秒 東経114度09分06秒 / 北緯22.24778度 東経114.15167度
香港仔（ホンコンツァイ、ほんこんし、英語: Aberdeen、アバディーン）は、香港の香港島南岸にある地域で、南区に属する。アバディーン・ハーバーは香港仔と鴨脷洲の間にある港である。香港仔は、伝統的には香港仔の町、黄竹坑と鴨脷洲からなる地域の総称であるが、時には香港仔の町だけを指すこともある。
港内で船上に住んでいる蛋民が有名であり、珍宝王国のような海上シーフードレストラン（2022年6月末、休業中の太白海鮮舫のみ停泊）も観光客によく知られている。蛋民の多くは水産業に携わっており、港内でボートの上で暮らす数十人の移民もいる。

## 名前

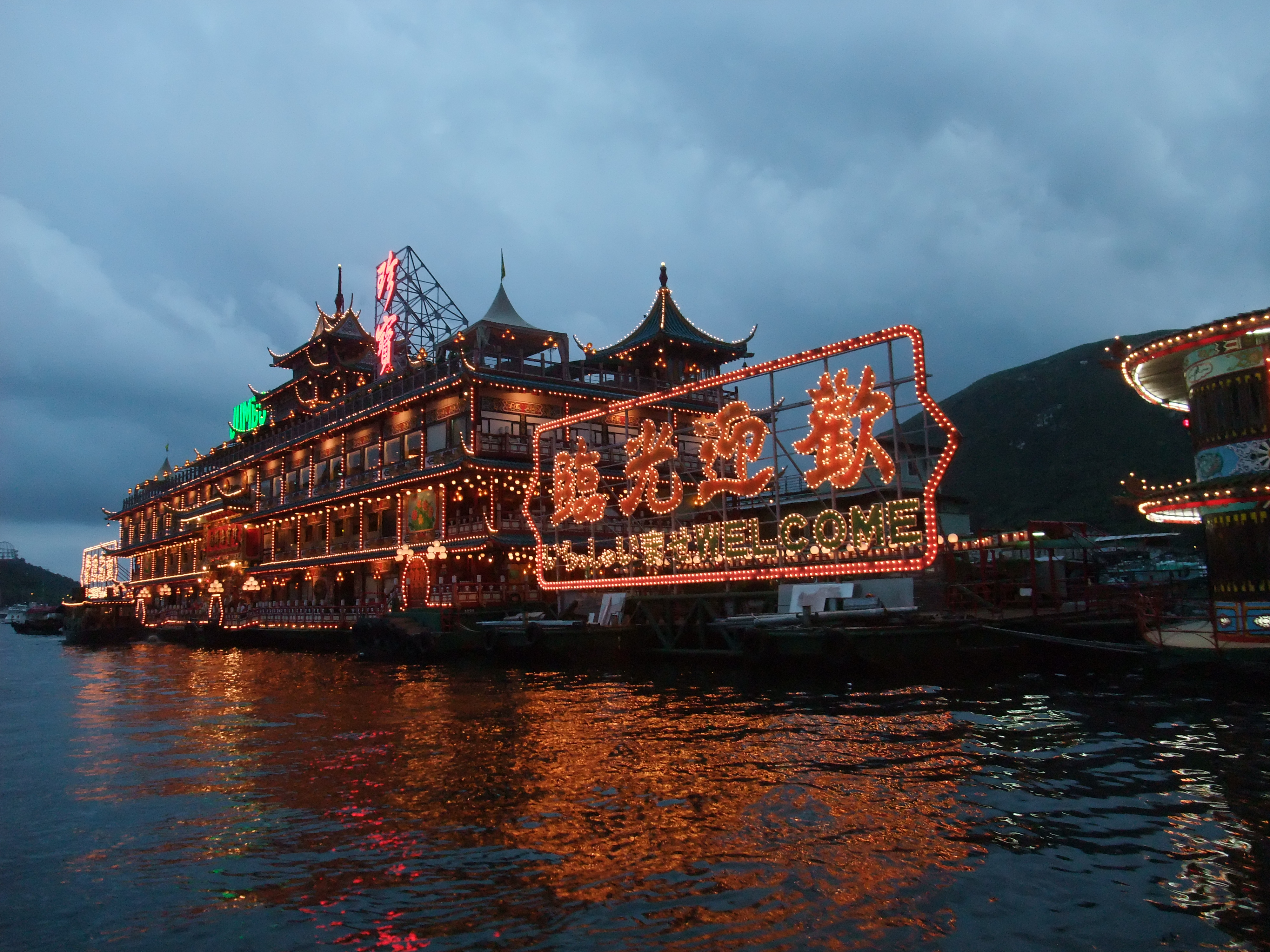
海上レストラン・珍宝王国

かつては「石排湾」と呼ばれていた。1845年、当時のイギリス外務大臣アバディーン伯ジョージ・ハミルトン＝ゴードンを記念してアバディーンと名づけられた。
香港仔は香港の名前の起源になったと考えられている。明朝期の地図には、鴨脷洲上に「香港村」という地名が書かれている。黄竹坑に囲まれたもう一つの村「香港圍」は、清の乾隆帝時代に設立された。香港は「香りの港」という意味であるが、かつて新界の香木「蜜香樹」が中国の他の都市に輸出するために移入されたことが由来と考えられる。
日本統治時代は、香港の名前の起源であったことから「元香港」と呼ばれていた。

## 登場作品
- スリーピングドッグス 香港秘密警察
- GO!レスラー軍団 - 第13話「必殺！玉ネギの涙」で、ロビン・ベンK・星若丸と、メン魔軍のオニオン・ジャック&ピーマン・ジャック&ニンジン・ジャックの試合が、珍寶王國内で行われる。
- ミスター味っ子 - アニメ第56話「決戦ラーメン勝負！白いスープ対黒いスープ」で、陽一と劉虎峰のラーメン勝負が、海上で行われる。